# Fórmula de Kutter
La fórmula de Kutter es una expresión del denominado coeficiente de Chézy {\displaystyle C} utilizado en la fórmula de Chézy para el cálculo de la velocidad del agua en canales abiertos:
La expresión más común de la fórmula de Kutter es:
| Símbolo              | Nombre                                                                          | Unidad | Fórmula                                |
| -------------------- | ------------------------------------------------------------------------------- | ------ | -------------------------------------- |
| {\displaystyle C}    | Coeficiente de Chézy                                                            |        | {\displaystyle V(h)=C{\sqrt {R(h)*J}}} |
| {\displaystyle m}    | Parámetro que depende de la rugosidad de la pared                               |        |                                        |
| {\displaystyle R(h)} | Radio hidráulico, en m, función del tirante hidráulico h                        |        |                                        |
| {\displaystyle V(h)} | Velocidad media del agua. Es función del tirante hidráulico ({\displaystyle h}) | m / s  |                                        |
| {\displaystyle J}    | Pendiente de la línea de agua                                                   | m / m  |                                        |